# ساحة اليمن (اللاذقية)
ساحة اليمن أو عقدة ساحة "اليمن" المرورية عقدة مرورية وساحة عامة تقع في محافظة اللاذقية. حيث بلغت كلفتها الإجمالية 850 مليون ليرة سورية.

## الساحة قديما
كانت قديماً تسمى ساحة العواميد أو ساحة المشروع وأزيلت تلك العواميد عند إنشاء جسر السيارات والساحة منتصف عام 1981.

## البنية الهندسية
تتضمن جسر سيارات بعرض أربع حارات مرورية وبطول إجمالي 548 متراً، ونفق سيارات بعرض حارتين وطول إجمالي 550 متراً، إضافة إلى سبعة أنفاق عبور مشاة؛ تتضمن سلالم كهربائية ومحلات تجارية، علماً بأن العقدة تتضمن حديقة بمساحة 25000 متر مربع مزودة ببحيرة رئيسية وبحيرات صغيرة ونوافير.

## اهميتها
ترتبط ساحة اليمن وعبر شوارعها بساحات رئيسية منها ساحة الجمهورية وساحة أوغاريت والكورنيش الجنوبي أي أنها تؤمن الوصول بشكل سريع ودون تقاطعات لمجمع مديرية الصحة والمرفأ والكورنيش الجنوبي كما أنها تؤمن الخروج بشكل سريع من المدينة عن طريق ساحة أوغاريت حتى شارع الحسيني

## تجديد الساحة
في العام 2007 قامت الحكومة السورية بتنفيذ عدة أعمال ترميم وتاهيل للساحة وأهمها :
- مساحة مكسية بلاط انترلوك بشكل متناسق.
- بركة ماء دائرية بمعابر قوسية فوق البركة ونوافير مياه جميلة.
- مقاعد استراحة موزعة بشكل متناسق حول وضمن الساحة.
- غرف المضخات وعددها /4/
- أكشاك بيع وخدمة عدد اثنان.
- مسطحات خضراء.

حيث بلغت قيمة تلك الأعمال حوالي 750 مليون ليرةسورية